# 長興寺 (長岡市)
長興寺（ちょうこうじ）は、新潟県長岡市稽古町北西にある曹洞宗寺院。山本五十六連合艦隊司令長官の墓地があることで知られる。
山号は普嶽山。本尊は釈迦牟尼仏。曹洞宗の越後国録所であり、現在は神奈川県横浜市にある總持寺の輪番地院でもある。 等級は随意会地。

## 概要
元和4年（1618年）に上野国大胡藩の曹洞宗寺院である有鷲山長興寺 の僧侶である天室恵鏡が牧野忠成 の越後長岡藩移封に随行して長岡城下稽古町に建立。
藩主家である牧野氏の崇敬厚く本妙寺 や栄涼寺同様に寄会組格の待遇を与えたとされる。また、長岡藩家老家の稲垣氏 、山本氏などの重臣諸家の代々の菩提寺。良寛愛弟子の孝室貞心尼の生家・奥村家の菩提寺でもある。

## 中越地震
平成16年（2004年）に発生した新潟県中越地震の影響により、ほぼ全ての墓石が崩れ落ち「復旧のめどが立たない状態」（当時の住職談）にまで陥った事があった。
また、周囲の住民に土地を分け与えたため、建立当初よりも敷地が狭くなっている。